# پسماند

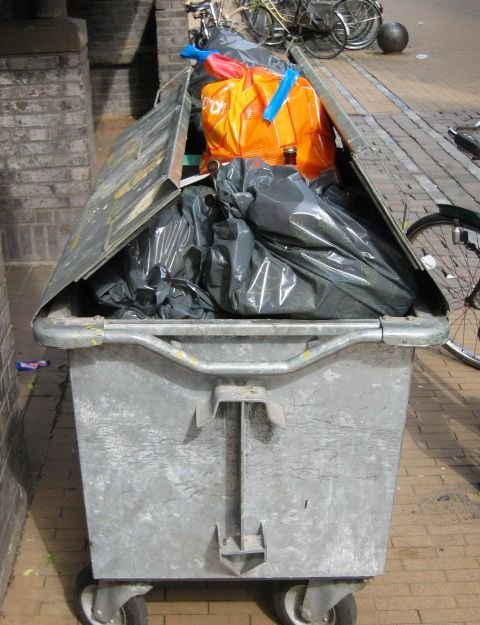
یک سطل آشغال، در هلند

پسماند یا زُباله (به انگلیسی: Waste)، به مواد جامد، مایع و گاز (غیر از فاضلاب) گفته می‌شود که به‌طور مستقیم و غیرمستقیم حاصل از فعالیت انسان بوده و از نظر تولیدکننده زائد تلقی می‌شود.

## واژه‌شناسی
زُباله یک اشتباه رایج املایی در زبان فارسی فعلی است. بر مبنای فرهنگ فارسی معین، املای صحیح این کلمه «ذباله» است که جمع «ذبیل» به معنی آشغال است. به محل دفن زباله‌های جامد اصطلاحاً خاک‌چال گفته می‌شود.

## انواع
زباله‌ها در مدیریت پسماند مدرن، به شیوه‌های مختلفی، معمولاً به گروه‌های زیر تقسیم می‌شوند.
1. پسماندهای شهری: به کلیهٔ پسماندهایی گفته می‌شود که به‌طور معمول از فعالیت‌های روزمرهٔ انسان‌ها در شهرها، روستاها و خارج از آن‌ها از قبیل زباله‌های خانگی و نخاله‌های ساختمانی تولید می‌شوند.
2. پسماندهای پزشکی (بیمارستانی): به کلیهٔ پسماندهای عفونی و زیان‌آور ناشی از فعالیت بیمارستان‌ها، مراکز بهداشتی، درمانی، آزمایشگاه‌های تشخیص طبی و سایر مراکز مشابه گفته می‌شود.
3. پسماندهای خطرناک: به کلیه پسماندهایی گفته می‌شود که به دلیل دارا بودن ویژگی‌های خطرناک از قبیل سمیت، بیماری‌زایی، قابلیت انفجار یا اشتعال، خورندگی یا مشابه آن به مراقبت ویژه نیاز داشته باشد. به آن دسته از پسماندهای پزشکی و نیز پسماندهای عادی، صنعتی و کشاورزی که نیاز به مدیریت خاص دارند نیز، پسماند ویژه می‌گویند.
4. پسماندهای کشاورزی: به پسماندهایی ناشی از فعالیت‌های تولیدی در بخش کشاورزی، راز قبیل فضولات، لاشهٔ حیوانات (دام، طیور، آبزیان) محصولات کشاورزی فاسد و غیرقابل مصرف گفته می‌شود.
5. پسماندهای صنعتی: به کلیه پسماندهای ناشی از فعالیت‌های صنعتی و معدنی و پالایشگاهی، صنایع گاز، نفت و پتروشیمی و نیروگاهی و امثال آن گفته می‌شود. از قبیل براده‌ها، سر ریزها گفته می‌شود.

## مدیریت

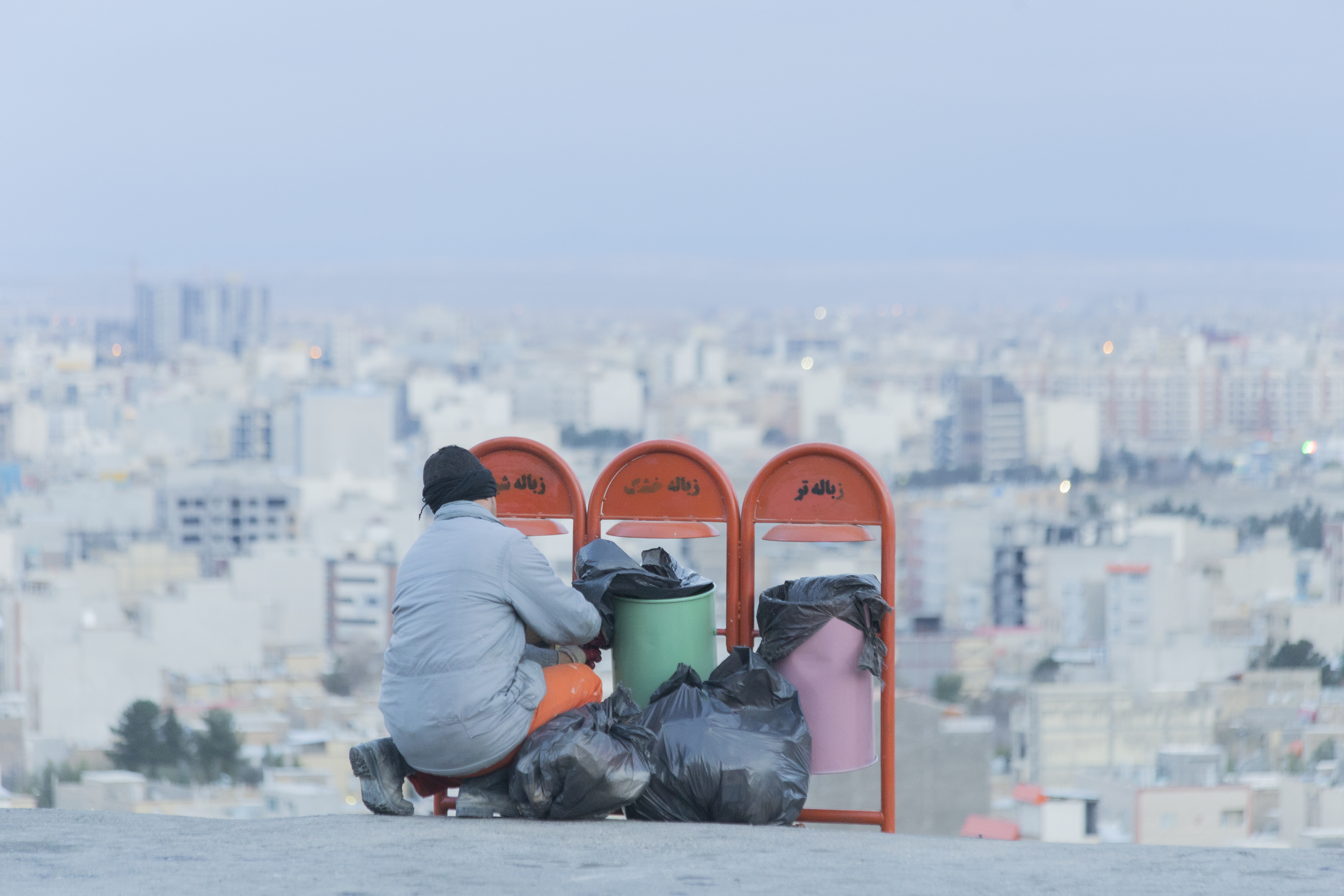
سطل زباله‌های تفکیک پسماند در ایران

مدیریت پسماند شامل برنامه‌ریزی، ساماندهی، مراقبت و عملیات اجرایی مربوط به تولید، جمع‌آوری، ذخیره‌سازی، جداسازی، حمل و نقل، بازیافت، پردازش و دفع پسماندها و همچنین آموزش و اطلاع‌رسانی در این زمینه است.
پیوند=|بندانگشتی|،

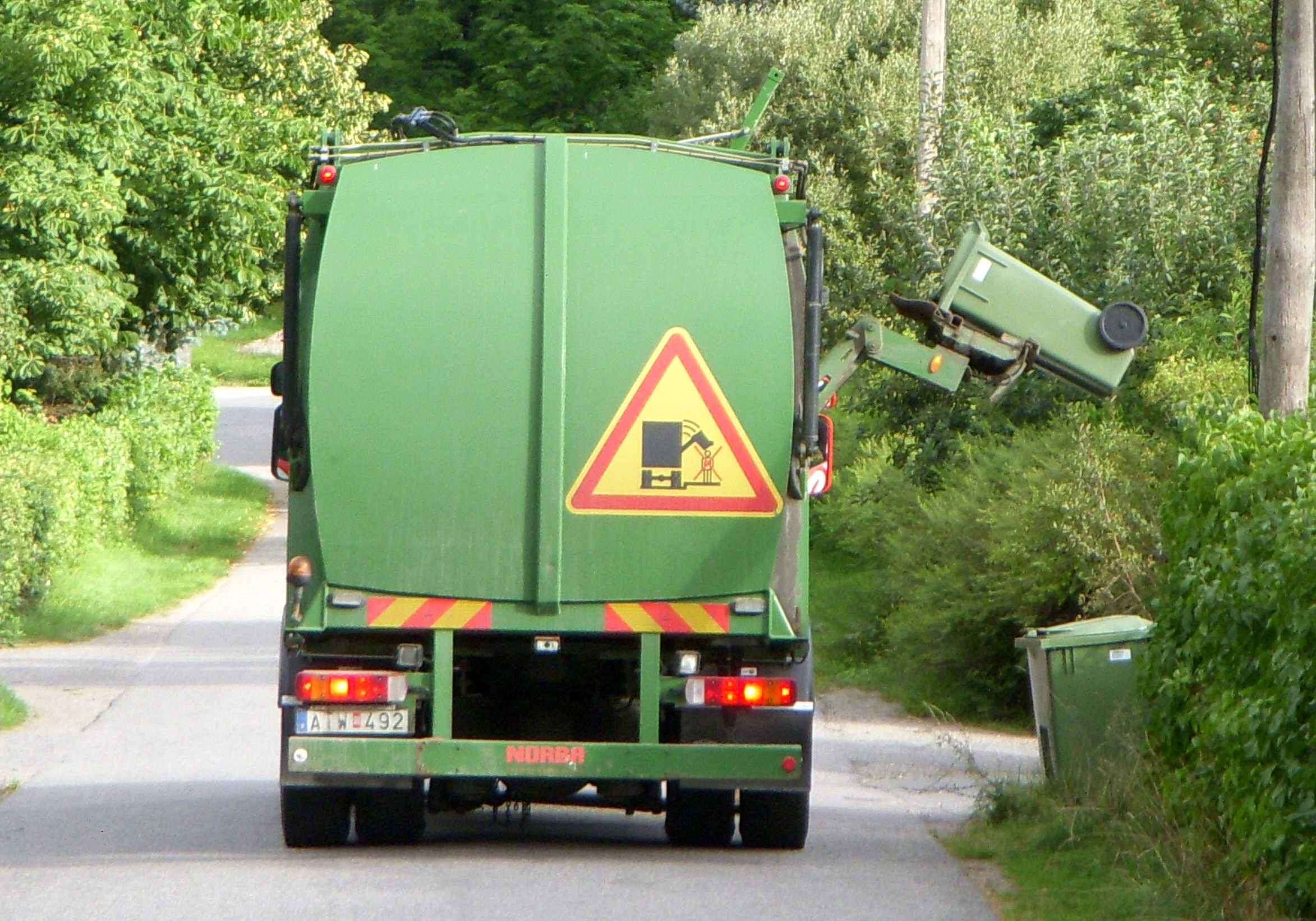
مدیریت پسماند در سوئد

زباله می‌تواند شکل جامد، مایع یا گاز داشته باشد و هر کدام از این انواع زباله نیازمند روش‌های مخصوص به خود برای مدیریت است. مدیریت پسماند شامل همه انواع زباله منجمله زباله صنعتی، بیولوژیکی و خانگی است. در بعضی موارد زباله می‌تواند بر روی سلامت انسان زیان‌بار باشد. هدف مدیریت پسماند کاهش اثرات زیان‌بار زباله بر روی سلامت انسان، محیط زیست و زیبایی‌شناسی است.
قسمت اعظمی از مدیریت پسماند مربوط به مدیریت زباله‌های جامد شهری است که همان زباله‌های تولید شده توسط خانه‌ها، صنایع و فعالیت‌های تجاری است.

## روش‌های دفع

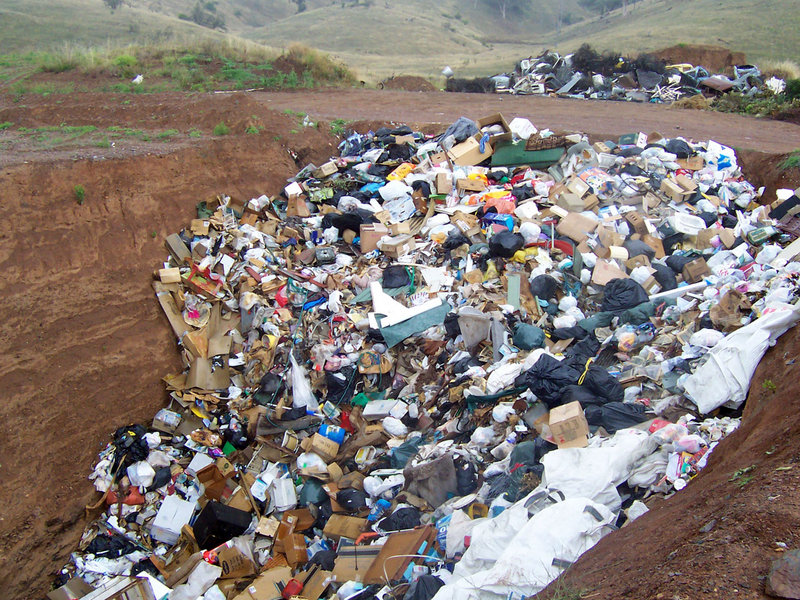
انباشت پسماند

کلیهٔ روش‌های از بین بردن یا کاهش خطرات ناشی از پسماندها از قبیل بازیافت، دفن بهداشتی، زباله‌سوزی، دفع نام دارد. فرایندهای مکانیکی، شیمیایی، بیولوژیکی، که منجر به تسهیل در عملیات دفع گردد، پردازش نام دارد.

### سوزاندن
زباله‌سوزی یکی از روش‌های دفع و نابودسازی زباله است که طی آن پسماندهای آلی، در کوره‌هایی تحت شرایطی کنترل‌شده سوزانده می‌شوند. دستگاهی که در آن پسماند به‌کمک شعله سوزانده می‌شود، زباله‌سوز حرارتی نام دارد. زباله‌سوزی با محفظه احتراق چرخان نیز از دیگر روش‌ها است. زباله‌سوز با تزریق مایع، دستگاهی است متداول برای سوزاندن پسماندهای مایع که در فشار بالا و به روش تبدیل مایع به قطرات ریز عمل می‌کند.
عمده‌ترین مشکل زیست‌محیطی زباله‌سوزی مربوط به آلاینده‌های متعدد و مختلفی است که به مقدار زیاد وارد هوا می‌شود و این مشکل باعث می‌شود که هزینه‌های گزافی به سامانه زباله‌سوز تحمیل شود تا استانداردهای مجاز خروجی که در برخی شرایط حصول آن دشوار است برآورده شود. همچنین تولید فوران و دی‌اکسین به علت سوختن ناقص از خروجی‌های دودکش‌های دستگاه زباله‌سوز است که یک پیکو گرم (واحد جرمی در حد یک میلیونم میلی‌گرم) از آن و ترکیبش با پوست، باعث ابتلا به سرطان خواهد شد خاکستر باقی‌مانده به‌رغم اینکه عاری از مواد آلی و عوامل مزاحم دیگر است اما احتمال حضور فلزات سنگین در آن استفاده‌های بعدی از آن به‌ویژه در خاک و کشاورزی را با مشکل و محدودیت روبه‌رو می‌کند ولی در برخی کشورها، محققان به دنبال استفاده از آن در صنعت ساختمان هستند.

### دفن
دفن در گورستان زایدات، یکی از روش‌های قدیمی دفع زباله است. دفن بهداشتی، روشی علمی جهت دفن مواد زائد جامد در زمین، جهت ممانعت از آسیب زدن به محیط زیست می‌باشد. در این روش، زباله‌ها در لایه‌هایی با ضخامت مناسب پخش شده و فشرده می‌شوند و در انتهای هر روز با خاک
پوشانده می‌شوند. بر اساس تجارب به‌دست آمده گذشته، در کشورهای پیشرفته و سایر جوامع، دفن بهداشتی در
زمین اغلب به عنوان اقتصادی‌ترین راه حل دراز مدت برای مشکل مواد زائد جامد انتخاب شده‌است.
اگرچه خاک مهم‌ترین و گسترده‌ترین صافی فیزیکی، شیمیایی و بیولوژیکی آب است اما ظرفیت آن محدود است و ممکن است به مرور زمان، تراکم بسیاری از مواد سمی و آلاینده‌ها که به خاک افزوده می‌گردند، افزایش یافته و در نهایت به صورت تهدیدی جدی برای محیط زیست درآیند. عمده‌ترین مشکل محل دفن مواد زاید جامد شهری، شیرآبه و گاز
تولید شده در اثر تجزیه زباله‌های دارای ترکیبات آلی می‌باشد. در این بین مهم‌ترین عامل آلودگی آب در محل دفن مواد زاید جامد، شیرآبه است که با ورود به آب‌های سطحی یا زیرزمینی مخاطرات بهداشتی و زیست‌محیطی برای انسان و جانوران ایجاد می‌کند.

## بازیافت
از صنعت بازیافت به‌عنوان یکی از صنایع پولساز در دنیا نام برد که کشورهای پیشرفته با آگاهی از این موضوع درصد قابل‌توجهی از زباله‌ها و ضایعات دورریختنی خود را با استفاده از فناوری‌های پیشرفته و مدرن و از زباله‌های عادی، چون پلاستیک، فلز، کاغذ، زباله‌های الکترونیکی مانند تلفن همراه و قطعات کامپیوتری، بازیافت کرده و مجدد مورد استفاده قرار می‌دهند. برخی از کشورها به زباله‌های دورریختنی نگاهی اقتصادی داشته و در پی کسب درآمد از آن هستند. در واقع درآمدزایی کشورها از این صنعت به‌اندازه‌ای بالاست که تعدادی از کشورها دست به واردات زباله می‌زنند تا آن‌ها را بازیافت کرده و به دیگر کشورها صادر کنند. برای مثال، ۳۰ سال است که کشور چین بیش از هر کشور دیگری به بازیافت کالاهایی، چون بطری‌های پلاستیکی، جعبه‌های مقوایی و کامپیوترهای قدیمی اقدام می‌کند و به بزرگ‌ترین واردکننده زباله در جهان تبدیل شده و طبق برخی آمار منتشرشده، ارزش بازیافت زباله در چین ۴۰ میلیارد دلار است. خروجی چین در بازیافت زباله بسیار چشمگیر و قابل ملاحظه است. این کشور، ۲۰ تُن طلا در سال از لوازم الکترونیکی قدیمی استخراج می‌کند که این میزان تقریباً برابر با ۱۰ درصد از استخراج طلای از معادن آمریکا است. در ژاپن، شرکت میتسوبیشی بیش از ۱۰۰ میلیون دلار برای ایجاد کارخانه‌های تصفیه فلزات گرانبها از قراضه‌های الکترونیکی سرمایه‌گذاری کرده‌است و در نظر دارد تا در آینده‌ای نزدیک تصفیه لیتیوم در باتری‌های خودرو را هم دنبال کند.

### بازیافت پلاستیک

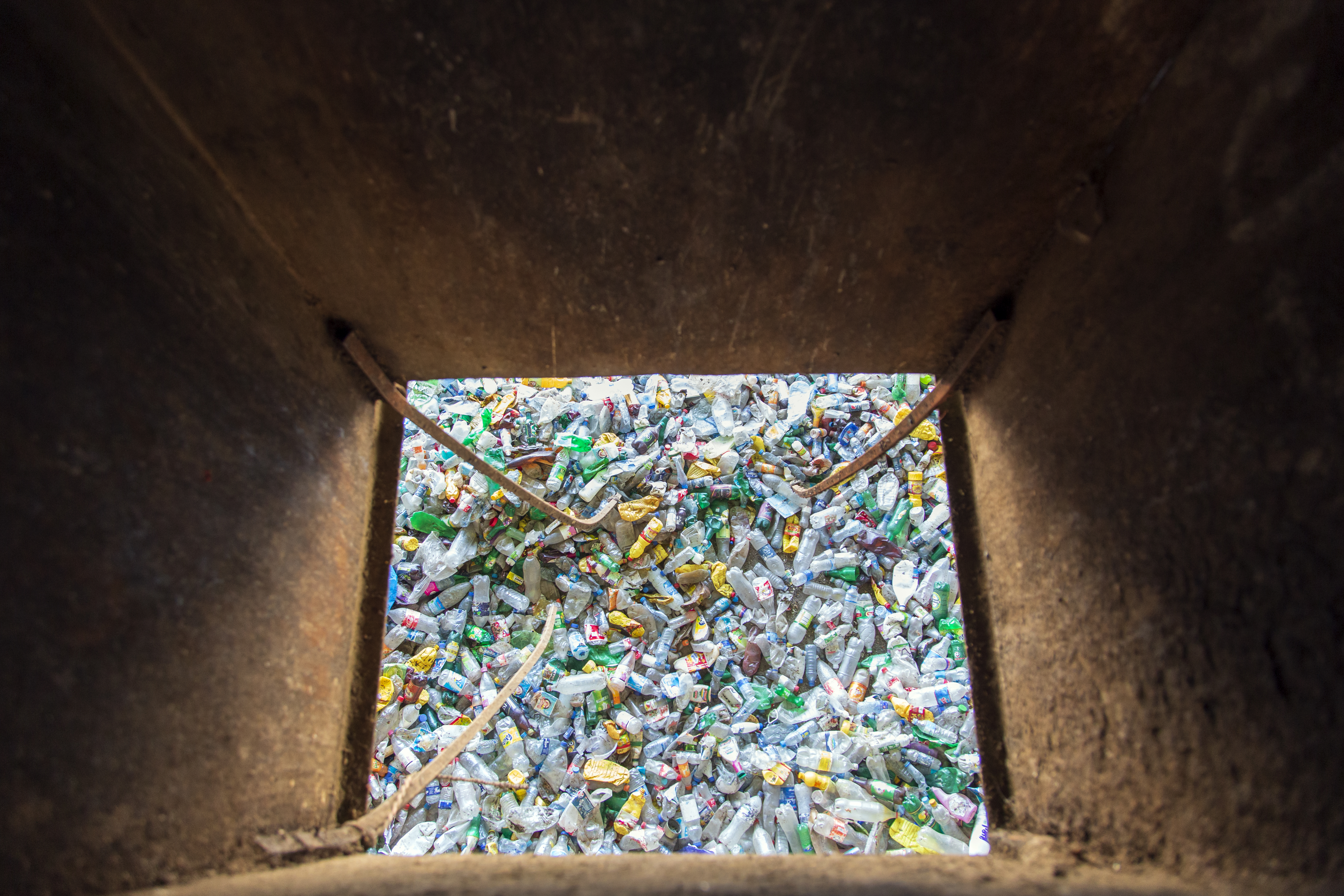
تفکیک زباله‌های پلاستیکی

بازیابی ضایعات پلاستیکی و فرآوری مجدد آنها به محصولات مفید است. به دلیل گمراه کننده بودن نمادها در بسته‌بندی‌های پلاستیکی و موانع فنی متعدد، کمتر از ۱۰٪ از پلاستیک‌های ضایعاتی بازیافت شده‌اند. در مقایسه با بازیافت سودآور فلزها، و مشابه با بازیافت کم ارزش شیشه‌ها، بازیافت پلیمرهای پلاستیکی اغلب به دلیل چگالی پایین و سود کم آن چالش برانگیزتر است.
کارخانه‌های بازیابی مواد، مرتب‌سازی و پردازش پلاستیک‌ها را بر عهده دارند. از سال ۲۰۱۹، به دلیل محدودیت‌های اقتصادی، این کارخانه‌ها برای کمک به زنجیره تأمین پلاستیک تلاش کرده‌اند. صنعت پلاستیک حداقل از دهه ۱۹۷۰ می‌داند که بازیافت اکثر پلاستیک‌ها به دلیل این محدودیت‌ها بعید است. با این وجود، این صنعت برای گسترش بازیافت لابی کرده‌است در حالی که این شرکت‌ها همچنان به تولید پلاستیک بکر ادامه می‌دهند.

### بازیافت کاغذ
روش معمول تهیه کاغذ قطع درختان و استفاده از تنه و چوب آنهاست. اینکار باعث انهدام جنگل‌ها و افزایش آلودگی هوا شده هزینه و انرژی زیادی را مصرف می‌کند. بنا بر آمار ارائه شده، میزان مصرف کاغذ در انگلستان بحدی است که به ازای هر فرد سالانه دو درخت تنومند قطع شده و به شکل کاغذ دور ریخته می‌شود. 
بازیافت کاغذ، ۵۰ درصد صرفه‌جویی در مصرف آب، ۷۴ درصد کاهش آلودگی هوا، ۶۴ درصد صرفه جویی در انرژی و۹۰ درصد کاهش آلودگی آب‌ها را نسبت به تولید آن از منابع اولیه در پی دارد.

#### تولید کمپوست

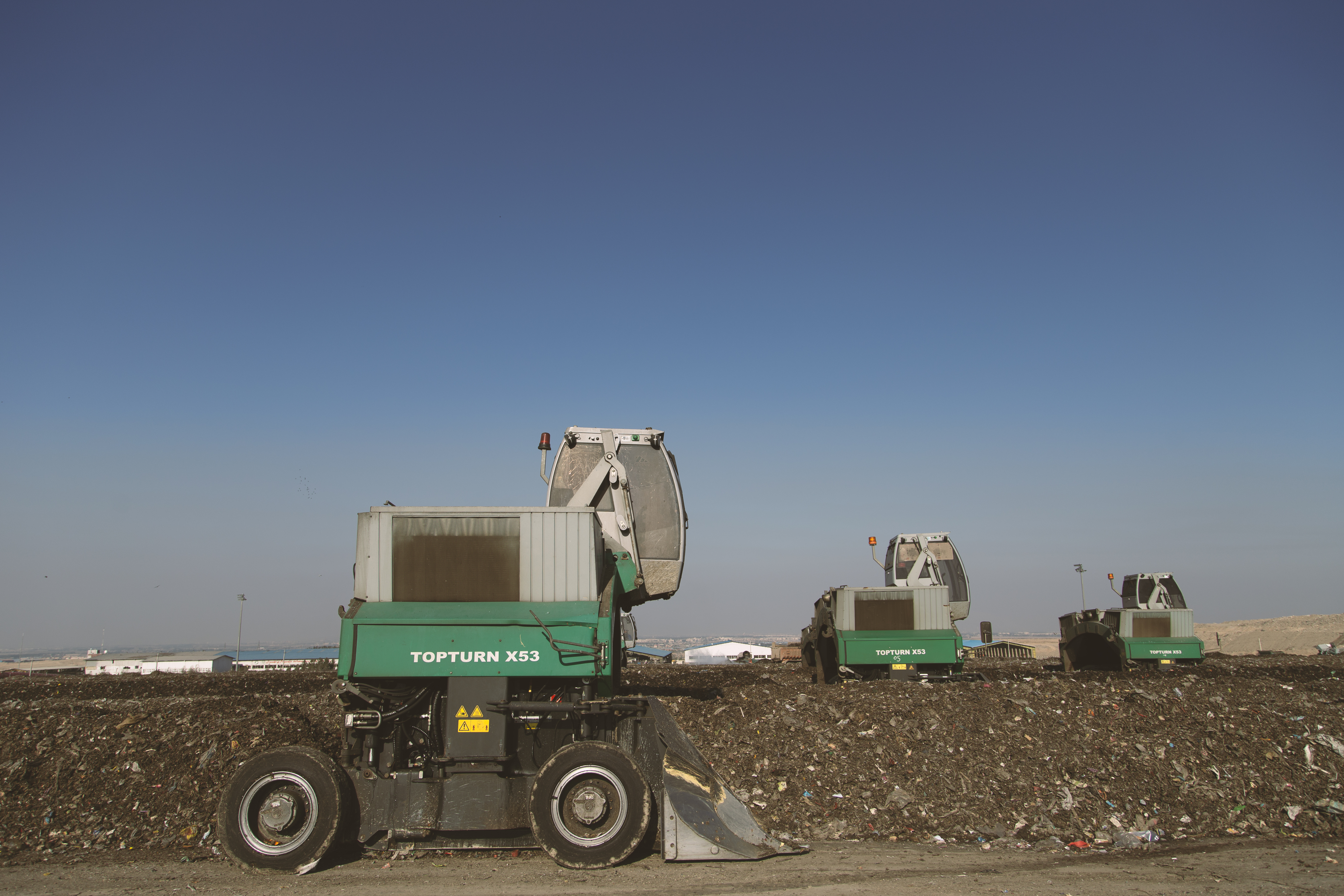
ماشین آلات مکانیزه در مرکز آرادکوه شهر تهران، زباله‌ها را برای به دست آوردن کمپوست مخلوط می‌کنند

کمپوست عبارت از بقایای گیاهی و حیوانی، زباله‌های شهری یا لجن فاضلاب است که تحت شرایط پوسیدگی قرار گرفته باشند، به‌طوری‌که مواد سمی آن‌ها از بین رفته، مواد پودر شده و فرم اولیه خود را از دست داده باشند. برای تهیه کمپوست می‌توان از بقایای چوب، زباله‌های شهری، بقایای کشتارگاه‌ها و کارخانه‌های کنسرو سازی، لجن فاضلاب و بقایای گیاهی استفاده کرد.
تولید کمپوست از زباله‌های شهری و لجن فاضلاب راه مفیدی برای مصرف مجدد و دفع بهداشتی این مواد است. مواد اخیر از این نظر که دارای املاح کم، فاقد مولدین امراض و آفات گیاهی، بذر علف‌های هرز و خاک می‌باشند مناسب بوده و به سرعت در خاک می‌پوسند. لجن فاضلاب را پس از تخمیر غیر هوازی و حرارت دادن (برای کشتن عوامل بیماریزای آن) مورد استفاده قرار می‌دهند.
برای تهیه کمپوست روش کلی زیر انجام پذیر است. موادی را که می‌خواهند، کمپوست نمایند به صورت لایه‌ای به ضخامت ۷ تا ۱۰ سانتیمتر روی سطح زمین یا حفره‌ای که در زمین تهیه نموده‌اند قرار می‌دهند و به ازاء هر سطل از مواد کمپوست شونده حدود ۱۰۰ گرم فسفات دی آمونیم یا سوپر فسفات بر روی مواد می‌باشند (در صورتی که از سوپر فسفات استفاده می‌شوند بهتر است حدود ۴۰ گرم اوره به ازاء هر ۱۰۰ گرم سوپر فسفات اضافه شود) پس از پاشیدن کود شیمیایی اقدام به آبپاشی این لایه نموده و سپس لایه‌های جدید را به همین روش اضافه می‌کنند. ممکن است لایه‌هایی از کود حیوانی یا خاک را به‌طور متناوب با لایه‌های مواد کمپوست شونده قرار دهند. در صورتی که از لایه‌های کود حیوانی استفاده می‌شود به اضافه کردن کود ازت در زمان انباشتن مواد کمپوست شونده نیازی نیست، اما به فسفات و همچنین سولفات کلسیم ممکن است نیاز باشد. ترکیب کود شیمیایی که برای تحریک و تکمیل پوسیدگی و تعادل عناصر به کمپوست اضافه می‌شود به نسبت کربن به ازت و ترکیب شیمیایی مواد کمپوست شونده بستگی دارد.

### بازیافت کاغذ
روش معمول تهیه کاغذ قطع درختان و استفاده از تنه و چوب آنهاست. اینکار باعث انهدام جنگل‌ها و افزایش آلودگی هوا شده هزینه و انرژی زیادی را مصرف می‌کند. بنا بر آمار ارائه شده، میزان مصرف کاغذ در انگلستان بحدی است که به ازای هر فرد سالانه دو درخت تنومند قطع شده و به شکل کاغذ دور ریخته می‌شود. 
بازیافت کاغذ، ۵۰ درصد صرفه‌جویی در مصرف آب، ۷۴ درصد کاهش آلودگی هوا، ۶۴ درصد صرفه جویی در انرژی و۹۰ درصد کاهش آلودگی آب‌ها را نسبت به تولید آن از منابع اولیه در پی دارد.

## در ایران

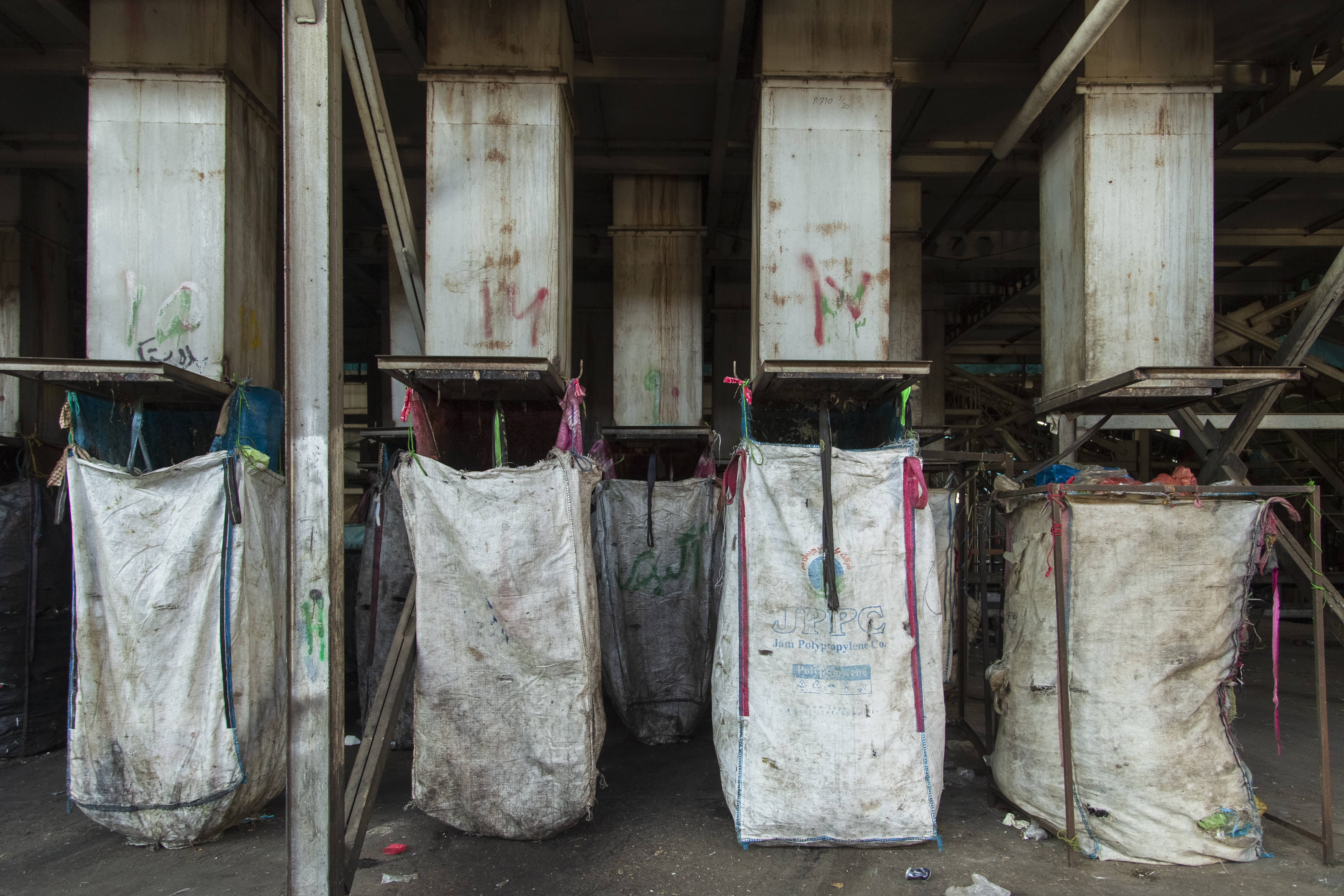
تفکیک زباله در مجتمع آرادکوه استان تهران

در ایران، زباله‌ها عمدتاً یا در خاک دفن شده یا سوزانده می‌شوند و حتی گاه در طبیعت رها می‌شوند. همه این راه‌ها برای محیط زیست بسیار خطرناک هستند و باعث فرسایش خاک، آلودگی هوا، زشت شدن مناظر طبیعی و همین‌طور نامناسب کردن محیط برای حیات وحش می‌شوند.